# Dopisy posledního řešení

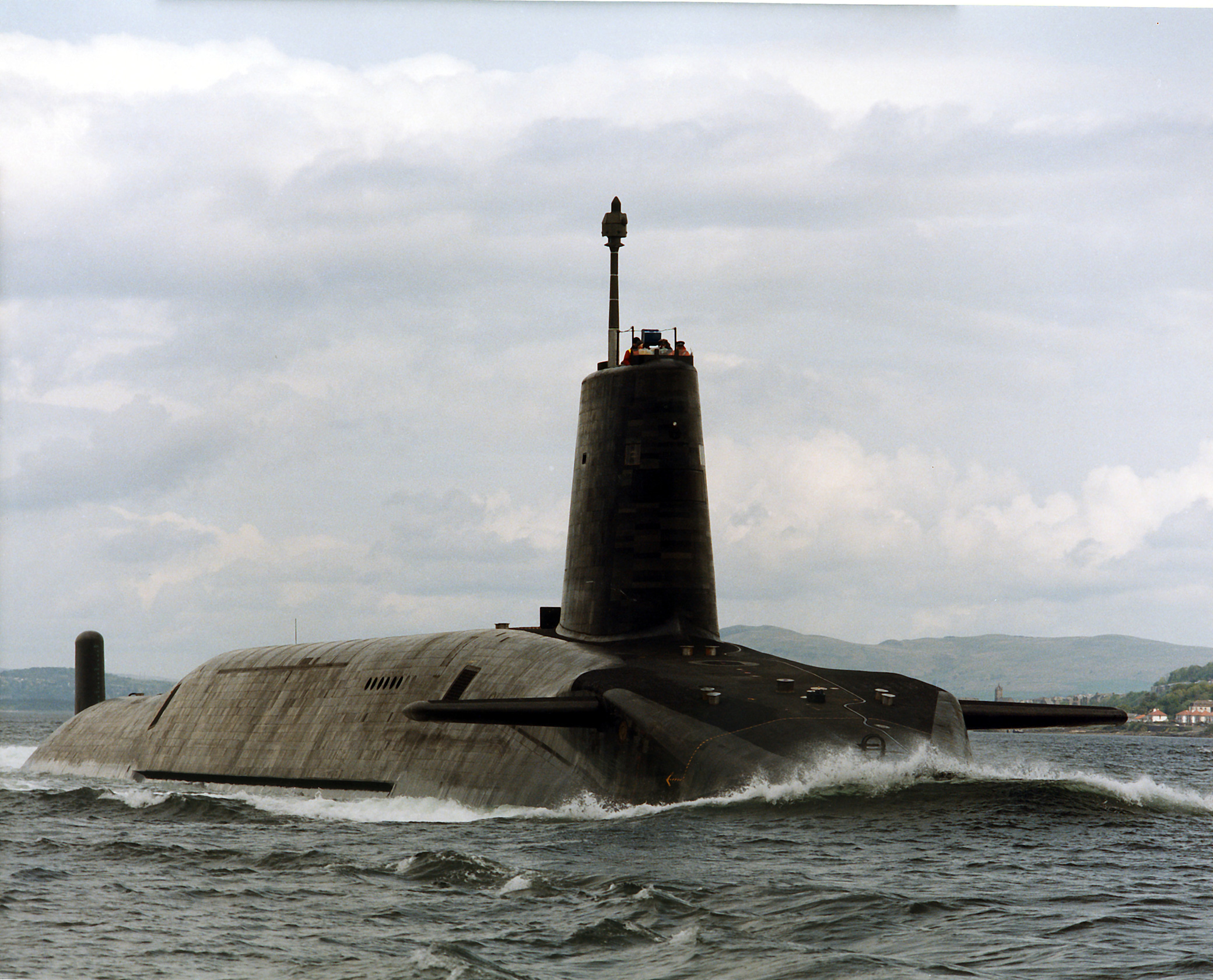
Jaderná ponorka HMS Vigilant

Dopisy posledního řešení (anglicky Letters of last resort) jsou čtyři identické ručně psané dopisy od předsedy vlády Spojeného království, které jsou umístěny na palubách čtyř ponorek třídy Vanguard, jediných britských nosičů jaderných zbraní. Tyto dopisy obsahují pokyny pro případ, že nepřátelský jaderný útok zasáhne britské území a zabije jak premiéra, tak jím pověřeného zástupce.

## Postup
Nový předseda vlády píše dopisy bezprostředně po nástupu do funkce, poté co ho náčelník obranného štábu seznámí s tím, jaké přesně škody může raketa Trident způsobit. Dokumenty jsou poté doručeny ponorkám v zapečetěných obálkách a dopisy předchozího předsedy vlády jsou zničeny, aniž by byly otevřeny.
V případě úmrtí předsedy vlády a určeného alternativního rozhodujícího orgánu v důsledku jaderného úderu by velitel (velitelé) jakékoli jaderné ponorky měl provést několik kontrol, aby zjistili, zda skutečně nastala situace vyžadující otevření dopisu. Podle knihy Petera Hennessyho The Secret State: Whitehall and the Cold War (1945-1970) zahrnuje tento proces mimo jiné mimo jiné kontrolu, zda stanice BBC Radio 4 pokračuje ve vysílání.

## Obsah
Obsah těchto dopisů je tajný, avšak podle dokumentu BBC z prosince 2008 The Human Button jsou čtyři možnosti, jaké pokyny může premiér kapitánům ponorek dát:
- vrátit úder jadernými zbraněmi,
- nevracet úder,
- použít svůj vlastní úsudek, nebo
- pokud je to možné, přejít pod velení spojenecké země (dokument zmiňuje Austrálii a Spojené státy)